# Volcado de memoria
En informática, un volcado de memoria (en inglés core dump o memory dump) es un registro no estructurado del contenido de la memoria en un momento concreto, generalmente utilizado para depurar un programa que ha finalizado su ejecución incorrectamente. Actualmente se refiere a un archivo que contiene una imagen en memoria de un proceso determinado, pero originalmente consistía en un listado impreso de todo el contenido de la memoria.